# Nauki prawne
Nauki prawne – zbiór nauk społecznych zawierających elementy nauk humanistycznych i nauk ścisłych, zajmujących się prawem.
Jako synonimy nauk prawnych używa się również terminów prawoznawstwo czy jurysprudencja, są to jednak terminy wieloznaczne. Prawoznawstwo oznaczać może również teorię prawa, natomiast jurysprudencja uznawana jest za jedną z ogólnych nauk prawnych, specyficzną szczególnie dla krajów common law.
Prawoznawstwo nie jest nauką spójną i jednolitą, co jest konsekwencją różnorodnych perspektyw w badaniu prawa, a także różnych celów stawianych przed badaczami (praktycznych lub teoretycznych).

## Dyscypliny nauk prawnych
Najczęściej wyróżnia się trzy działy nauk prawnych:
- Dogmatyka prawa (szczegółowe nauki prawne) – zajmuje się opisem, systematyzacją i wykładnią prawa obowiązującego. Jest to najstarsza i najliczniejsza z nauk prawnych. Wykłady z nauk dogmatycznoprawnych stanowią podstawę studiów prawniczych. W ramach dogmatyki prawa wyróżnia się dyscypliny odpowiadające różnym gałęziom prawa:
  - konstytucjonalistyka,
  - procesualistyka,
  - karnistyka (penalistyka),
  - cywilistyka,
  - administratywistyka,
  - internacjonalistyka,
  - inne nauki dogmatycznoprawne (np. nauka prawa spółek handlowych, prawo energetyczne, prawa informatycznego czy prawa unijnego), nieuznawane jednak przez wszystkich autorów[2].
- Ogólne nauki o prawie – zaliczane są tu dyscypliny zajmujące się ogólnymi zagadnieniami związanymi z prawem, a także metodologią badań prawa. Ich wyszczególnianie i podział jest jednak przedmiotem sporów i różni się w zależności od kraju[3]: 
  - filozofia prawa – najstarsza z ogólnych nauk o prawie, zajmująca się filozoficzną refleksją nad prawem, jego istotą i celem, w szczególności zagadnieniami ontologicznymi i epistemologicznymi prawa
  - teoria prawa – zajmuje się ogólnymi i wspólnymi zagadnieniami nauk dogmatycznoprawnych (problemy stosowania, wykładni, obowiązywania prawa, czy budowy systemu prawnego),
  - metodologia prawa – wskazuje na metody, jakie są stosowane w naukach prawnych, a także uwypukla specyfikę prawa i nauk prawnych na tle innych dyscyplin naukowych i przedmiotu badań, jakie są w ich zakresie przeprowadzane
  - psychologia prawa
  - socjologia prawa
  - logika prawnicza – zastosowuje rozwiązania z logiki w prawie
  - etyka prawnicza – zajmuje się uwarunkowaniami moralnymi i dylematami moralnymi, jakie wiążą się z tworzeniem prawa, świadczeniem usług prawniczych oraz wydawaniem wyroków sądowych i decyzji administracyjnych,
  - antropologia prawa – bada związki prawa z kulturą[4].

- Nauki historycznoprawne:
  - historia prawa – bada historię systemów prawnych,
  - prawo rzymskie – bada prawo obowiązujące w starożytnym Rzymie,
  - historia ustrojów państwowych – bada historię ustrojów państwowych,
  - historia doktryn politycznych i prawnych – bada rozwój idei politycznych i prawnych oraz ich wpływ na kształtowanie się instytucji prawnych[5].

Dogmatycy, czyli osoby zajmujące się dogmatyką prawa:
- objaśniają i komentują treść prawa, w tym pojęć prawniczych i instytucji prawnych (kwestie interpretacyjne);
- usuwają sprzeczności, jakie zachodzą w prawie;
- określają, jakie prawo obowiązuje, a jakie przestało już obowiązywać (kwestie walidacyjne);
- pomagają ustalić, jakie prawo w przypadku, gdy doszło do jego zmiany – nowe czy stare – należy stosować do zdarzeń i stanów, jakie miały miejsce w przeszłości (kwestie intertemporalne).

Ponadto wyodrębniają oni i klasyfikują poszczególne terminy, instytucje, problemy i zagadnienia należące do danej dziedziny/gałęzi prawa (kwestie systematyzacyjne). Czasem w ramach takiej gałęzi/dziedziny porównują też rodzime rozwiązania prawne z podobnymi rozwiązaniami występującymi w różnych krajach (kwestie komparatystyczne) oraz proponują zmiany w dotychczasowym kształcie poszczególnych regulacji prawnych (kwestie postulatywne).
Teoria prawa i filozofia prawa jest często uprawiana w ramach jednej nauki zwanej łącznie teorią i filozofią prawa. Za granicą teoria i filozofia prawa bywa określana mianem ogólnej nauki o prawie (niem. allgemeine Rechtslehre) albo jurysprudencji lub dokładniej/ściślej generalnej jurysprudencji (ang. general jurisprudence). Nauką zbliżoną do teorii i filozofii prawa jest tzw. teoria państwa i prawa. Porusza ona dodatkowo problematykę państwa (zwłaszcza pojęcie państwa, możliwe ustroje państwowe i sposoby sprawowania rządów) i jego związki z prawem. Była ona uprawiana w państwach socjalistycznych z uwagi na marksistowskie założenie o nierozerwalności więzi, jaka ma istnieć między prawem i państwem. 
Komparatystyka prawnicza (studia prawnoporównawcze), zajmująca się porównawczą analizą systemów prawa i ustrojów państwowych, jest klasyfikowana osobno, jako że zawiera elementy każdego z tych trzech działów. 
W powyższy podział nie wpisują się pewne nauki prawne, przede wszystkim te, które mają na celu zapobieganie popełnianiu i wykrywanie przestępstw oraz resocjalizację przestępców (kryminologia, kryminalistyka, wiktymologia, penologia, nauki penitencjarne i nauki o polityce kryminalnej). Nauki takie znajdują się pomiędzy szczegółowymi naukami o prawie a ogólnymi naukami o prawie. 
Wiele innych jeszcze nauk prawnych zalicza się do tzw. nauk pomocniczych prawoznawstwa, które mają pomóc prawnikom – od strony technicznej – w ich codziennej pracy, jak np. informatyka prawnicza, cybernetyka prawnicza, medycyna sądowa, psychologia i psychiatria sądowa, statystyka prawnicza i szerszą od niej prawometria, które zajmują się ilościowym mierzeniem zjawisk mających prawne znaczenie.
Nauki prawne – z wyjątkiem nauk historyczno-prawnych – są na ogół zarówno naukami teoretycznymi, ponieważ opisują i wyjaśniają prawo (jego sens, treść, istotę) poprzez budowanie uporządkowanego zbioru ogólnych twierdzeń, jak i naukami praktycznymi (stosowanymi, technicznymi), z racji tego, że wskazują, jak powinno się postępować, by prawo należycie zrozumieć, zastosować się do niego, stworzyć je lub wygrać proces sądowy albo wydać prawidłową decyzję administracyjną lub prawidłowy wyrok sądowy. Tym jednak, co je od „tradycyjnych” nauk teoretycznych i praktycznych odróżnia, jest realizowanie również innych celów, takich jak zwłaszcza wpływanie na to, jak mają myśleć i jakie decyzje mają podejmować prawnicy tudzież jak mają się zachowywać adresaci prawa. 

### Nauki penalne
Nauki prawne i nauki pomocnicze prawoznawstwa zajmujące się różnymi aspektami przestępczości i kary, określane są jako nauki penalne. Są one wyróżnione według kryterium przedmiotowego i obejmują zarówno dyscypliny dogmatyczne, jak i nauki pomocnicze.
Do nauk penalnych zalicza się:
- prawo karne,
- prawo karne procesowe,
- prawo karne wykonawcze,
- kryminologię,
- kryminalistykę,
- wiktymologię,
- socjologię przestępczości (socjologię kryminalistyczną, socjokryminologię),
- penitencjarystykę,
- socjologię penitencjarną,
- pedagogikę resocjalizacyjną,
- medycynę sądową,
- psychiatrię sądową,
- psychologię sądową,
- seksuologię sądową.

## Dyscypliny nauk prawnych w Polsce
W inny sposób nauki prawne podzielono na mocy rozporządzenia Ministra Nauki i Szkolnictwa Wyższego z dnia 8 sierpnia 2011 roku w sprawie obszarów wiedzy, dziedzin nauki i sztuki oraz dyscyplin naukowych i artystycznych (Dz.U. z 2011 r. nr 179, poz. 1065), które zastąpiło uchwałę Centralnej Komisji do Spraw Stopni i Tytułów z dnia 24 października 2005 roku w sprawie określenia dziedzin nauki i dziedzin sztuki oraz dyscyplin naukowych i artystycznych.
Zgodnie z nieobowiązującym już rozporządzeniem za dyscypliny nauk prawnych uznawało się:
- nauki o administracji,
- prawo,
- prawo kanoniczne.

W ramach każdej z tych dyscyplin możliwe jest otrzymanie stopnia doktora nauk prawnych.